# ان‌جی‌سی ۴۵۷۱
ان‌جی‌سی ۴۵۷۱ (انگلیسی: NGC 4571) نام یک کهکشان مارپیچی در صورت فلکی گیسو است.